# Gunilla Hemming
Karin Gunilla Hemming-Lindberg, född 30 juni 1955 i Helsingfors, är en finländsk författare. Hon ingick 1988 äktenskap med tonsättaren Magnus Lindberg.
Hemming debuterade tillsammans med historikern Kerstin Smeds i debattskriften Ansats, meddelanden från 70-talet (1979), som ur forna minoritetskommunisters synvinkel pläderar för en socialism med mänskligt ansikte. Hon var dramaturg vid Radioteatern 1984–1988. Hon har huvudsakligen skrivit dramatik för scenen, radio och tv, i vilken vardagen ofta vrids upp i komik. Hon tilldelades Bergbomska priset 2014.

## Verk i urval
- En tyst bolagsman (1984)
- Lägg ner gaffeln, Piona! (1991)
- Sex roller söker en kvinna (1992)